# Charlotte van der Kellen
Louisa Charlotta (Charlotte) van der Kellen (Amsterdam, 26 mei 1857 – aldaar, 14 oktober 1942) was een Nederlands kunstschilder en onderwijzer. Ze signeerde haar werk als L. Charlotte van der Kellen.

## Leven en werk
Charlotte van der Kellen was een dochter van graficus en kunstschilder David van der Kellen (1804-1879) en Anna Wilhelmina van der Kellen (1829-1885), en een oudere zus van de latere conservator Johan Philip van der Kellen Dzn. Ze volgde de damesklas aan de Academie van Beeldende Kunsten in Den Haag. Ze behaalde haar MO-akte en werkte tot 1903 als onderwijzeres aan de hbs.
Van der Kellen schilderde genrevoorstellingen en bloem- en vruchtenstillevens. Ze nam onder andere deel aan de tentoonstelling van Levende Meesters in Amsterdam (1875) en de Tentoonstelling van voorwerpen van nijverheid en kunst uitsluitend door vrouwen vervaardigd (1878) in Leeuwarden. Van 1875 tot 1879 ontving ze jaarlijks de Koninklijke Subsidie voor Vrije Schilderkunst.
Van der Kellen trouwde in 1910 met Samuel Wilhelm Henricus Monicus Colombijn (1839-1910), oud-directeur van de Levensverzekeringsmaatschappij Dordrecht en weduwnaar van haar zuster Henriette Frederika van der Kellen (1854-1909). Hij overleed een dag later.
Charlotte van der Kellen overleed op 85-jarige leeftijd.
- Biografisch Portaal: 43155694
- RKD-Nederlands Instituut voor Kunstgeschiedenis: 111297